# Abbevillea
Abbevillea es un género de plantas de la familia Myrtaceae caído en desuso, incluyendo especies actualmente incluidas en el género Campomanesia, nativas del Brasil.
- Datos: Q8183777